# Lou Bega
Lou Bega, nom artístic de David Lubega, (Múnic, 13 d'abril de 1975) és un cantant de nacionalitat alemanya conegut principalment per la seva versió de la cançó de Pérez Prado Mambo Nº 5.

## Biografia
La seva mare és italiana i el seu pare ugandès. El seu pare va aconseguir arribar a Alemanya, perquè havia sigut un excel·lent estudiant a la facultat.
Ell va començar la seva carrera com un rapper, als 13 anys va crear un grup de hip-hop amb dos nois més.
Fins als 18 anys va viure a Múnic, però quan va arribar als 18 anys va decidir anar-se'n a viure a Miami.
Quan va arribar allà al cap d'un temps va tenir una promesa cubana, per aquesta raó es va començar a interessar molt en el mambo clàssic.
Es va casar amb Jenieva Jane B. Amb aquesta dona va tenir una filla. El casament va tenir lloc a Las Vegas el 7 de gener de 2014.
Ara encara compon i escriu cançons per ella i per altres artistes.

## Carrera musical
De petit es va començar a interessar per la música, i va crear un grup amb dos del seus amics, amb qui feien hip-hop.
Quan va ser més gran va començar la seva carrera musical professional. Va començar a fer versions d'altres cançons i a crear-ne.
Quan ja va tindré les cançons fetes va anar a discogràfiques i després que 10 d'elles li diguessin que no li publicaven, va aconseguir que una discogràfica li publiqués el seu treball.
Després que publiquessin el seu treball es va fer famós amb nomes 24 anys. Va revolucionar el mercat amb una magnífica versió del tema original de Pérez Prado, "Mambo Nº 5" A partir d'aquest gran èxit, va anar fent àlbums. Però cap va triomfar tant com la versió que va fer de Mambo number ". Es per això que després d'un temps la gent es va anar oblidant d'ell.
Ara actualment continua component i escrivint cançons per ell i per altres artistes.
Apart d'això també ha col·laborat en la banda sonora de les pel·lícules: Iron Man 3 i Stuart Little.
També ha interpretat molts temes principals de shows de televisió.
Lou Bega va fer gires per tot el món amb la seva banda. Una de les gires que va fer va recórrer 22 ciutats als Estats Units amb Cher, presentacions en directe a tot Amèrica del Sud amb concerts a Rio de Janeiro, Buenos Aires i São Paulo, també va fer una gira per l'Índia amb parades a Bombai, Nova Delhi, Madrás, Bangalore i Calcuta.

## Gènere de música
La seva música barreja els ritmes afrocubans: el swing, el soul i el rap.
Cantava Mambo, Pop, Latino Pop, Cha-Cha-Cha i jazz.

## Albums i cançons que ha creat[1]
| ALBUM               | CANÇÓNS | ANY QUE VA TREURE EL DISC |
| ------------------- | --- | ------------------------- |
| Little Bit of Mambo | 01. Mambo Mambo 02. Mambo No. 5 (a Little Bit of...) 03. Baby Keep Smiling 04. Lou's Café 05. Can I Tico Tico You 06. I Got a Girl 07. Tricky, Tricky 08. Icecream 09. Beauty On the Tv-Screen 10. The 1+1=2 11. The Most Expensive Girl In the World 12. The Trumpet, Pt. 2 13. Behind Stage 14. Mambo Mambo | 24 d'agost de 1999        |
| Mambo No. 5         | 01. Mambo No.5 (A Little Bit Of...) (Radio Edit) 02. Mambo No.5 (A Little Bit OF...) (Extended Mix) 03. Mambo (Havanna Club Mix) 04. Mambo (The Trumpet) | 28 de setembre de 1999    |
| Ladies & Gentlemen  | 01. Just A Gigolo / I Ain't Got Nobody 02. You Are My Sunshine 03. Calling Her 04. God Is A Woman 05. Club Elitaire 06. Money 07. Lady 08. Gentlemen 09. People Lovin' Me 10. Crash 11. Shit Happens 12. Angelina 13. Yeah Yeah 14. My Answering Machine 15. Lonely 16. Baby Keep Smiling                     | 14 d'agost de 2001        |
| King of Mambo       | 01. Mambo No.5 02. Most Expensive Girl In The World 03. Baby Keep Smiling 04. I Got A Girl 05. God Is A Woman 06. People Lovin Me 07. Shit Happens 08. Can I Tico Tico You 09. Money 10. Mambo Mambo 11. 1+1= 12. Beauty On The Tv Screen 13. Just A Gigolo/I Ain't Got Nobody 14. Tricky Tricky              | 9 de juliol de 2002       |
| Best Of             | 01. Mambo No. 5 (A Little Bit Of...) 02. Tricky, Tricky 03. Mambo, Mambo 04. Can I Tico Tico You 05. Icecream 06. The Trumpet, Pt. II 07. Lady 08. Yeah Yeah 09. Club Elitaire 10. People Lovin' Me | 25 de juliol de 2006      |
| BoyFriend           | 01. Boyfriend | 11 de maig 2010           |
| Free Again          | 01. Boyfriend 02. Sweet Like Cola 03. Mommy is Hot 04. Jump Into My Bed 05. I'm a Singer 06. Beautiful World 07. A Man is Not a Woman 08. My Day 09. Lucky Punch 10. You're a Liar 11. 1 No. 1 12. Ballin' 13. Josephine's Jeans                                                                              | 8 de juny de 2010         |
| Sweet Like Cola     | 01. Sweet Like Cola | 24 d'agost de 2010        |

## Premis
Lou Bega va ser guardonat amb el Premi Echo Alemany en dues categories i va ser nominat cinc vegades. Altres premis inclouen la nominació al premi Grammy, el premi World Music Entertainment a Cannes, el premi Blockbuster Entertainment a Los Angeles, el Festival Bar de Verona, el premi Amadeus de Viena i el premi Bunte New Faces a Berlín.
1999: "Best International Song", Festivalbar (for "Mambo No. 5 (A Little Bit of...)")
2000: "International Song of the Year", NRJ Music Awards (for "Mambo No. 5 (A Little Bit of...)")
2000: "Single of the Year (National)", ECHO (for "Mambo No. 5 (A Little Bit of...)")
2000: "Best National Artist in Foreign Countries", ECHO
1999, Va estar nominat a un Grammy Award en la categoria "Best Male Pop Vocal Performance" ("Mambo No. 5 (A Little Bit of...)").